# GHOST PICTURES
『GHOST PICTURES』（ゴースト・ピクチャーズ）は2007年11月28日に発売されたsyrup16gのライブ映像集。発売元は(UKDZ-0061-DV) DAIZAWA RECORDS。

## 概要
syrup16gの東京：日比谷野外大音楽堂での映像。初収録の「Shout to the sky」を含む全13曲。当初は"DEAD CAN DANCE"と題され、ホームページでもそう表されている。

## 収録曲
- ghosts

1. もったいない
2. 天才
3. ソドシラソ
4. 落堕
5. 汚れたいだけ
6. Shout to the sky
7. 空をなくす
8. 真空
9. Reborn

- men

1. イエロウ
2. I・N・M
3. シーツ
4. 正常